# Павлишин Юрій Іванович
Ю́рій Іва́нович Павли́шин (5 жовтня 1973 — 16 квітня 2022) — учасник російсько-української війни, старший солдат Збройних сил України, оператор відділення радіоелектронної боротьби взводу інженерної розвідки групи інженерного забезпечення військової частини А 0998 — 24-ї окремої механізованої бригади.

## Біографія
Павлишин Юрій Іванович народився у селі Добрівляни, Львівська область, проживав у Ходорів, Стрийський район, Львівська область.
З початком повномасштабного вторгнення Російської Федерації став на захист своєї Батьківщини та героїчно загинув, відстоюючи незалежність і суверенітет своєї держави.
Загинув внаслідок бойового зіткнення та масового артилерійського обстрілу 16 квітня 2022 року поблизу н.п. Попасна.

## Нагороди
- 3 червня 2022 року — за особисту мужність і героїзм, виявлені у захисті державного суверенітету та територіальної цілісності України, вірність військовій присязі, відзначений — нагороджений орденом «За мужність» III ступеня (посмертно).[2]